# Seznam slovenskih maršalov
Seznam slovenskih feldmaršalporočnikov.

## A
- Ferdinand Augustin (1807-1860), baron, Avstrijska vojska

## B
- Josip Broz - Tito (1892-1980); Jugoslavanska (ljudska) armada (JLA)

## G
- Anton Glas (1849- ?); Avstro-ogrska vojska
- Gustav Globočnik pl. Vojna, (1851-1946); Avstro-ogrska vojska

## L
- Janez Lavrič pl. Zaplaz (1850-1941); Avstro-ogrska vojska
- Emil Linhart (1846-1912), baron, Avstro-ogrska vojska

## M
- Rudolf Musil, (1838-?), baron,  Avstro-ogrska vojska

## N
- Guido Novak pl. Arienti (1859-1928); Avstro-ogrska vojska
- Sigmund Novak (1774-1860), baron, Avstrijska vojska

## P
- Ferdinand Pachner pl. Eggenstorff - Stolać (1831-1897), Avstro-ogrska vojska
- Herman Pinter (1840-1916), baron (Avstro-ogrska vojska)
- Karl Potoschnigg (1847-1928), baron, titularni feldmaršalporočnik, Avstro-ogrska vojska

## S
- Viktor Sagai (1873-1925), Vojske Nemške Avstrije
- Viktor Skribe (1843-?), titularni feldmaršalporočnik, Avstro-ogrska vojska
- Johan Supanchich pl. Haberkorn (1812-1873), častni feldmaršalporočnik Avstro-ogrska vojska

## T
- Karl Tegetthoff (1826-1881); Avstro-ogrska vojska
- Josip Tomše pl. Savskidolski (1850-1938), titularni feldmaršalporočnik, Avstro-ogrska vojska

## V
- Alfred Vallentsits (Valenčič) (1823-1892), baron; Avstro-ogrska vojska)

## W
- Leopold Wissiak pl. Wiesenhorst (1780-1852), Avstrijska vojska

## Z
- Maksimilian Zorn pl. Plobsheim (1715-1774), Avstrijska vojska